# Piraí do Norte
Piraí do Norte è un comune del Brasile nello Stato di Bahia, parte della mesoregione del Sul Baiano e della microregione di Valença.